# Тальси (замок)
Тальси́ (фр. Talcy) — средневековый замок во Франции, в долине Луары на левом берегу реки, в центре маленького посёлка Бос. 

## История
Замок построен в 1517 году флорентийским банкиром Бернардо Сальвиати, придворным короля Франциска I. Небольшой по размерам замок — трёхэтажный корпус с аркой и шестигранная башенка. В его залах сохранилась мебель XVIII века, вокруг замка разбит сад. Входит в избранный список замков Луары.

## Галерея

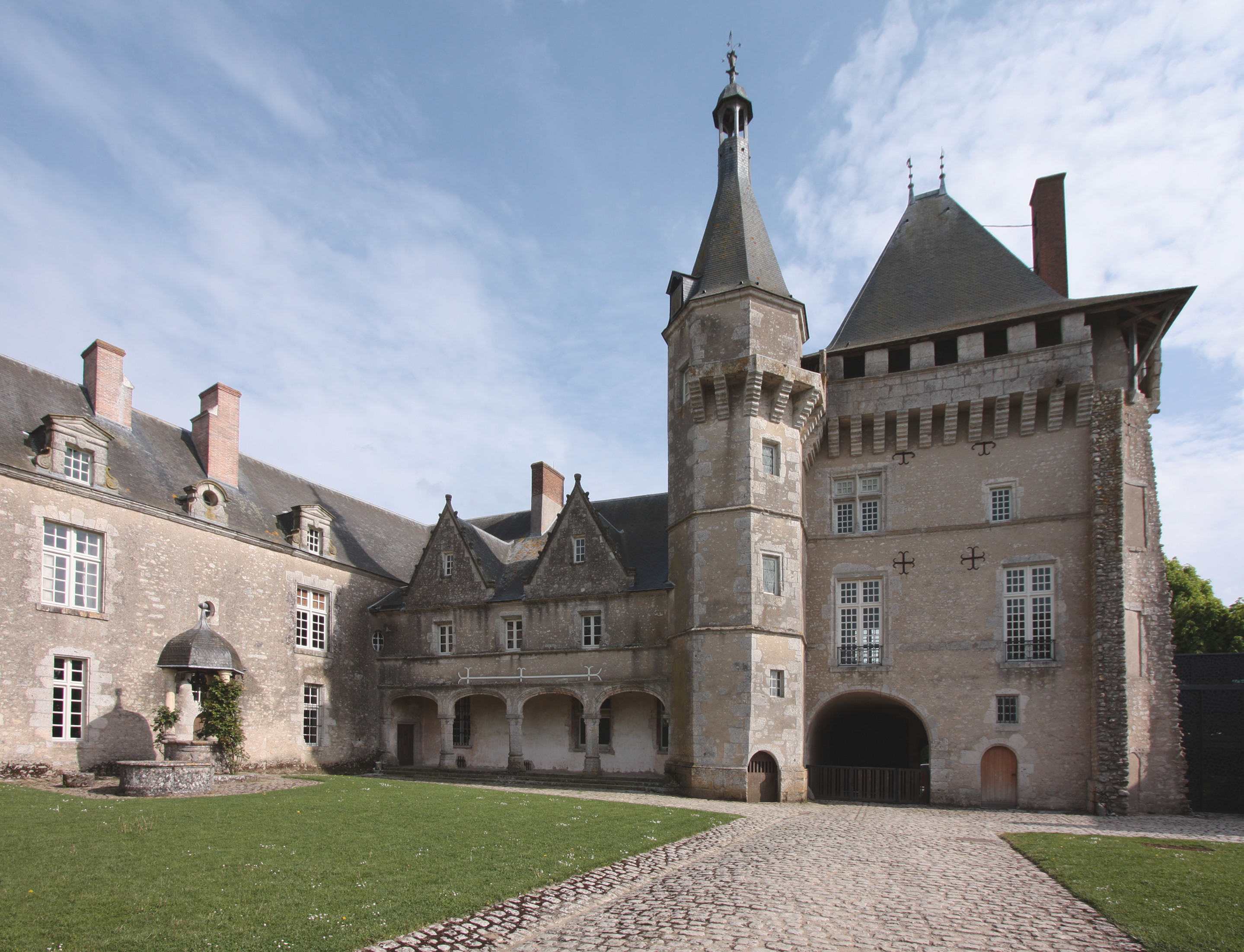
Двор со стороны донжона с лестничной башней и примыкающей к нему галереей
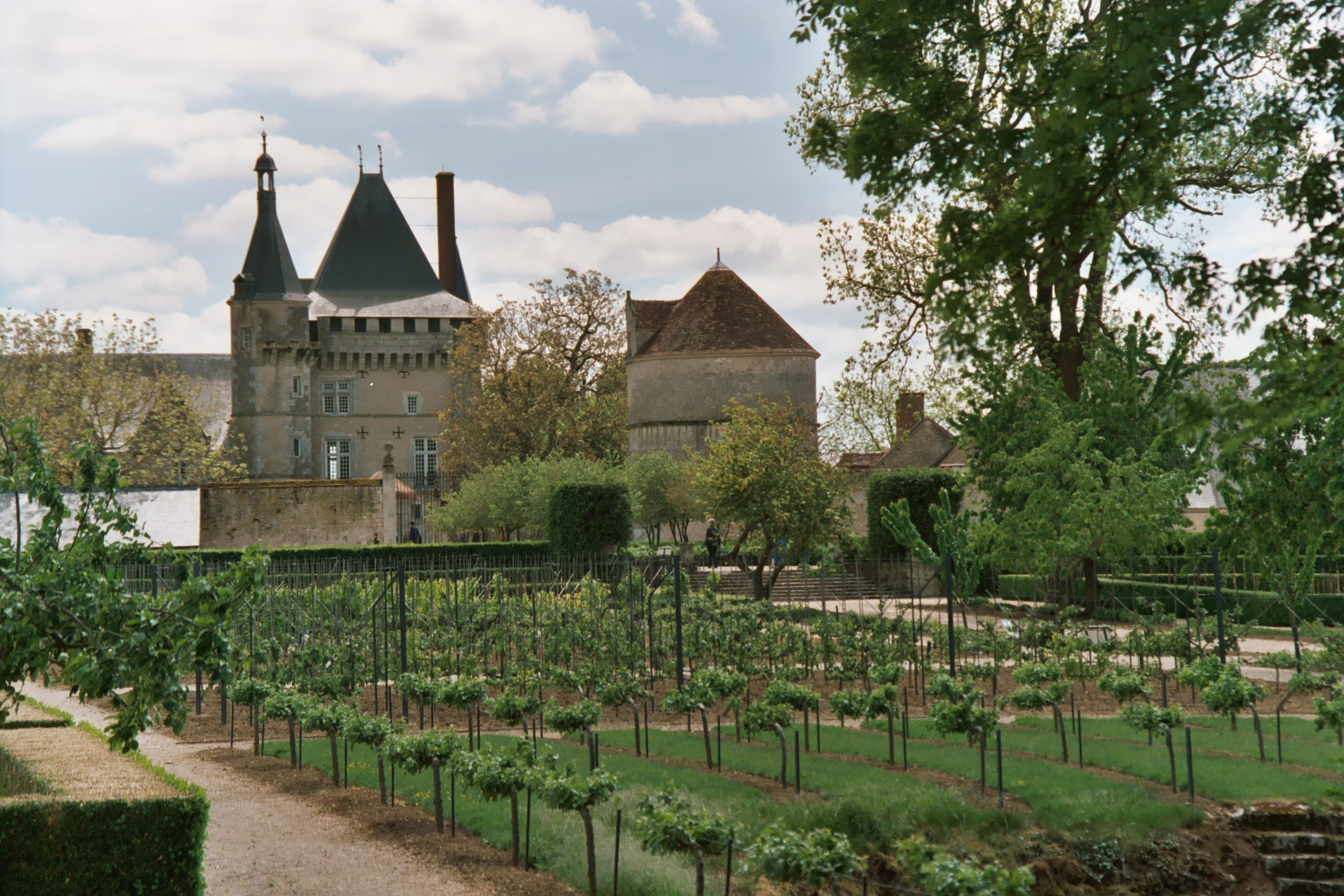
Барочный сад
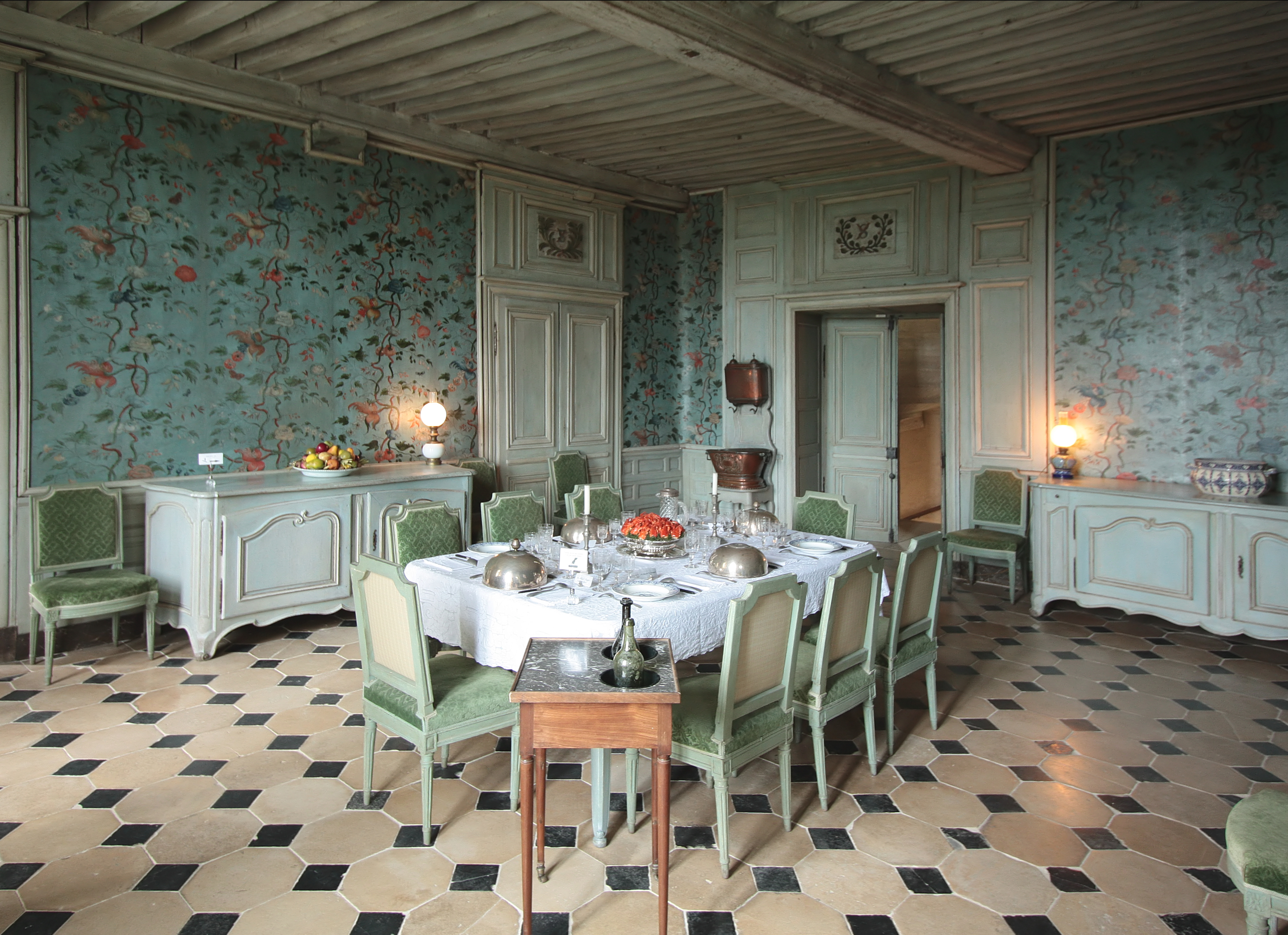
Столовая
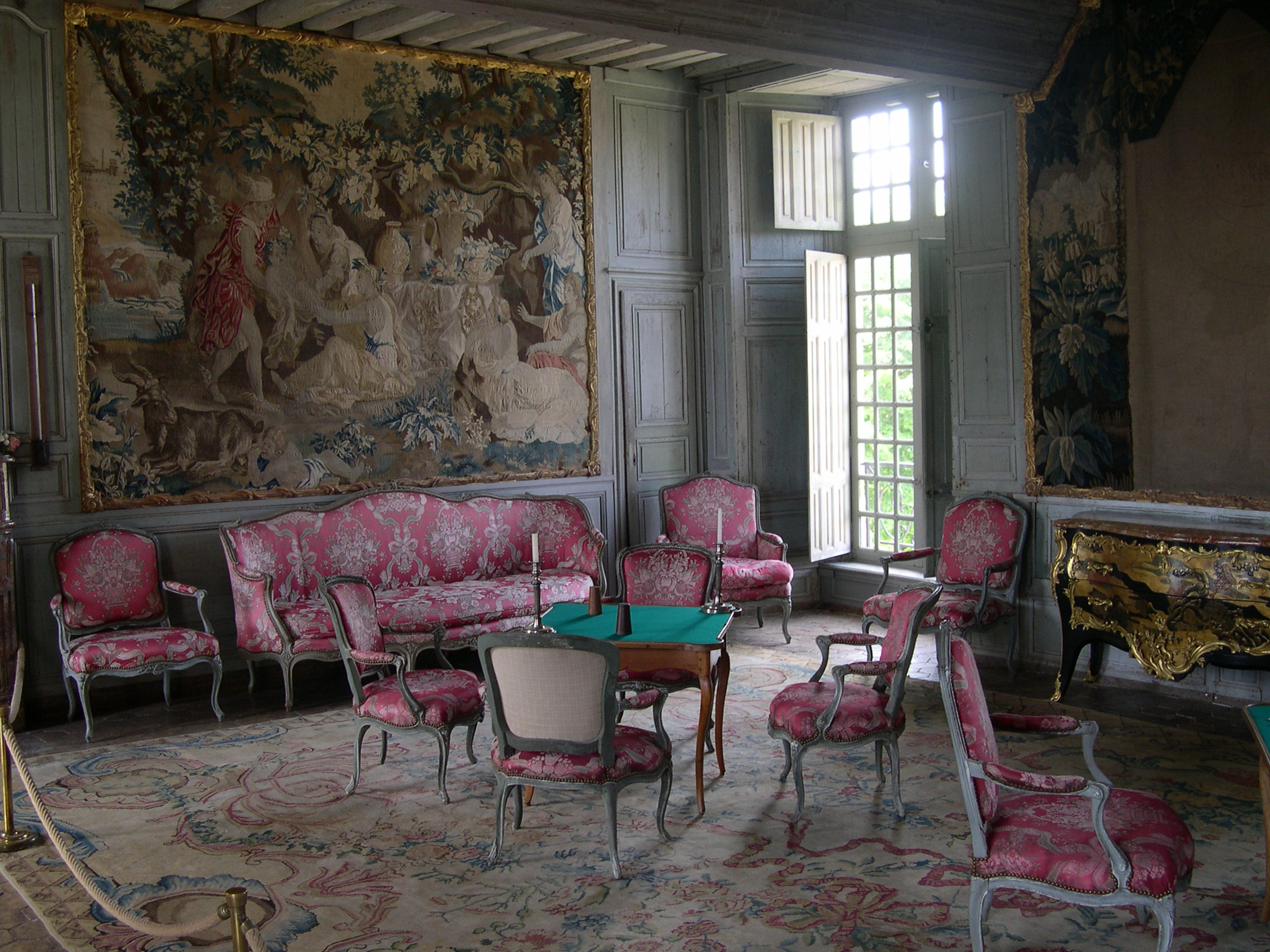
Большой салон